# ルーマニアの風力発電

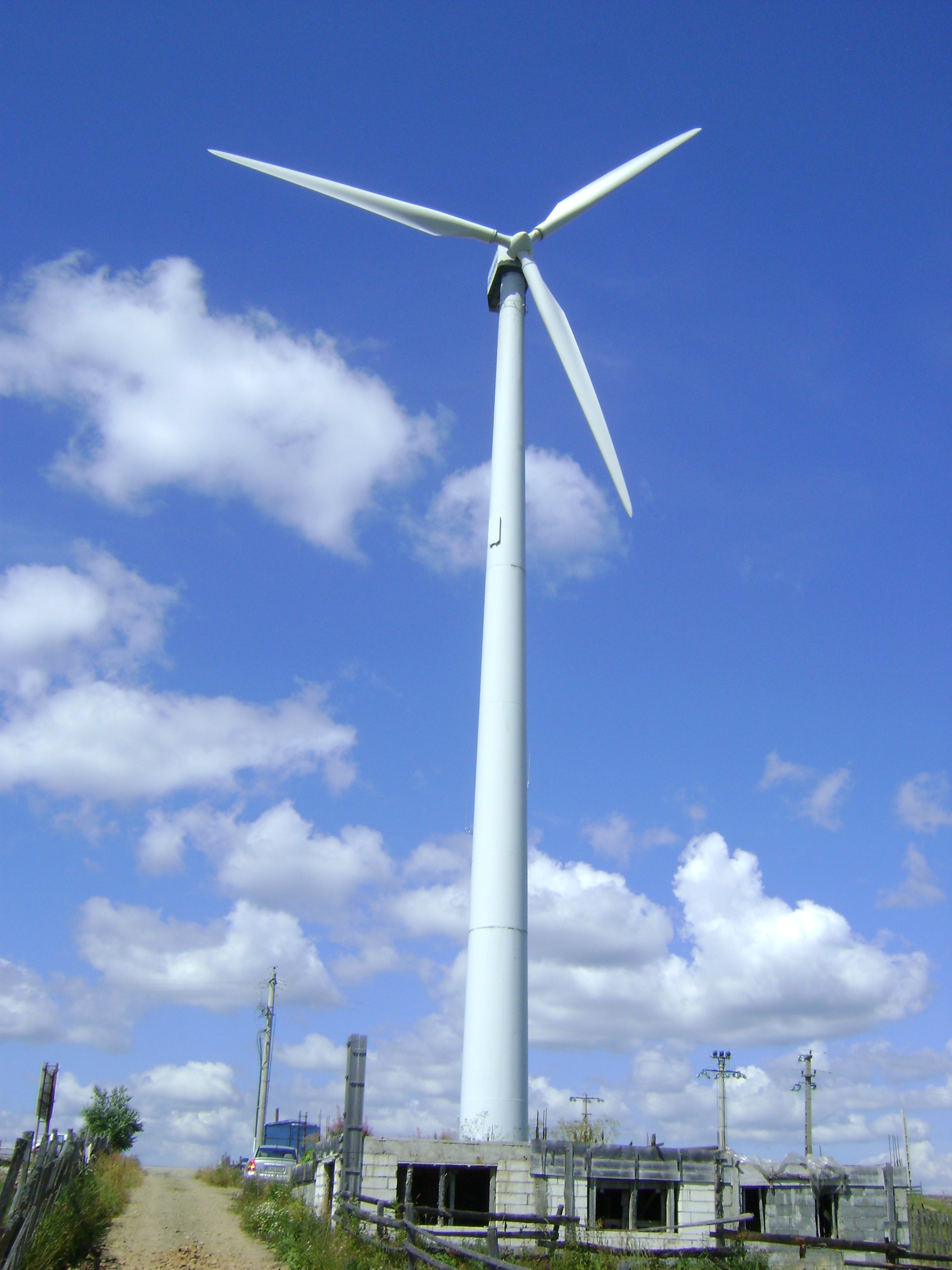
Tihuţa峠の風力発電機

ルーマニアの風力発電ではルーマニアにおける風力発電について説明する。

## 概要
ルーマニアは2012年には風力発電の導入容量が1905 MWに達しており、2009年の14MWから大きく向上した。ルーマニアは東南ヨーロッパでも風力発電の潜在性が最も高い国家のひとつで、14,000MWが見込まれており、2009年には12,000MWに投資家のコネクション要求があり、国営送電会社トランスエレクトリカは2,200MWの許可を提供している。
エアステ・グループの研究によれば特にドブロジャ地域のコンスタンツァ県やトゥルチャ県は風力の潜在性が大きくヨーロッパで2番目に風力発電所の建設に向いた良い場所であるとされる。また、ルーマニアエネルギー研究所(REI)によれば風力発電所は2020年までに国内の発電で13GW貢献するとされ、2009年から2017年にかけて56億米ドルの投資で4,000MWの発電容量が設置されるとしている。
2010年にはイベルドローラがドブロジャ地域で総発電容量1500MWの発電所を建設する計画を開始している。また、EDP（旧：ポルトガル電力）の現地子会社も参入しており、欧州復興開発銀行や国際金融公社の融資を受けてルーマニア国内最大級の風力発電所を建設・運用しているほか、エンジー（旧：GDFスエズ）なども風力発電所の建設を計画している。
| ルーマニアの風力発電 | ルーマニアの風力発電 | ルーマニアの風力発電 |
| 年                   | MW                   | GWh                  |
| -------------------- | -------------------- | -------------------- |
| 2013                 | 2732                 |                      |
| 2012                 | 1905                 |                      |
| 2011                 | 982                  |                      |
| 2010                 | 462                  |                      |
| 2009                 | 14.1                 |                      |
| 2008                 | 3                    |                      |